# Stephan Beckenbauer
Stephan Beckenbauer (München, 1968. december 1. – 2015. augusztus 1.) német labdarúgó, hátvéd. Franz Beckenbauer fia.
Pályafutása a Bayern Münchenben kezdődött, ugyanazon a helyen, ahol az édesapja a legnagyobb sikereit aratta, ezt követően a helyi rivális TSV 1860 Münchenhez igazolt. Játszott még a Saarbrückenben a Bundesliga legfelsőbb osztályában és a második vonalban is.
Edzőként a Bayern ificsapatával dolgozott, ő nevelte ki Bastian Schweinsteigert, Thomas Müllert és Mats Hummelst is, akik 2014-ben világbajnokok lettek. 2012 óta játékosmegfigyelőként dolgozott.